# П-500 (радиолокационная станция)
П-500 (шифр «Кливер») — двухкоординатная корабельная радиолокационная станция дециметрового диапазона.
РЛС была принята на вооружение советского Военно-Морского Флота в 1965 году. Устанавливалась только на двух крейсерах проекта 68-бис («Дмитрий Пожарский» и «Дзержинский»), для установки потребовалось значительно усилить конструкцию боковых стоек грот-мачты, на площадке которой располагался антенный пост этой РЛС.
Максимальная дальность обнаружения станцией П-500 «Кливер» воздушных целей — 270—300 км, надводных целей — до 35-40 км.